# Vlastimil Pokorný
Vlastimil Pokorný (16 maggio 1926 – 21 maggio 1997) è stato un calciatore cecoslovacco, di ruolo centrocampista.

## Carriera

### Nazionale
Il 23 maggio 1948 esordisce contro l'Ungheria (2-1).

## Palmarès

### Club

#### Competizioni nazionali
- Campionato cecoslovacco: 1

Sokol NV Bratislava: 1949